# Arembergersluis
De Arembergersluis is een sluis in de Nederlandse plaats Zwartsluis in de Kop van Overijssel, die de verbinding vormt tussen het Zwarte Water en de Arembergergracht.
De Arembergergracht is aangemerkt als CEMT-klasse 0 vaarweg. De lengte van de kolk is 29,9 m, en de breedte is 4,6 m. De doorvaarbreedte van de hoofden is ook 4,6 m. De drempeldiepte van de bovendrempel is KP –1,5 m, van de benedendrempel MP –2,0 m. De Arembergerbrug (vaste brug) ligt over het benedenhoofd met een doorvaarbreedte van 4,62 m en een doorvaarhoogte van KP +3,3 m
Rond 1560 werd de Arembergergracht aangelegd in opdracht van Jan van Ligne, graaf van Arenberg. Hij zou in 1568 sneuvelen in de Slag bij Heiligerlee. De gracht was vooral bedoeld ten behoeve van de afwatering. Hoewel er door de aanleg van de sluis scheepvaartverkeer mogelijk was vanaf het Zwarte Water naar het achterland van Zwartsluis, was bij de aanleg van de gracht en sluis bepaald, dat er op belangrijke punten, onder andere bij de Arembergersluis geen beweegbare bruggen mochten worden aangelegd. Deze bepaling moest verhinderen dat de scheepvaart via de nieuwe, eveneens door Arenberg aangelegde, haven van Blokzijl te veel concurrentie zou ondervinden. De sluis werd in het begin van de 17e eeuw door storm verwoest. Daarop werd in 1616 besloten om op dezelfde plaats een nieuwe Arembergersluis te bouwen. De sluis kwam omstreeks 1620 gereed.
Volgens Monumenten in Overijssel kreeg de sluis in 1828 de huidige vorm en werd deze in 1931 vergroot: "Het toen gebouwde sluiswachtershuisje is in 1977-'78 gerenoveerd".